# Friedrich Wilhelm Schadow
Friedrich Wilhelm Schadow (Berlino, 6 settembre 1788 – Düsseldorf, 19 marzo 1862) è stato un pittore tedesco.

## Biografia
Figlio dello scultore Johann Gottfried Schadow, che fu il suo primo maestro e della moglie Marianne Devidels. Suo fratello era lo scultore Rudolf Schadow.
Fu volontario nell'esercito prussiano tra il 1806 e il 1807, a 20 anni studiò alla Universität der Künste Berlin, ed ebbe come maestri Friedrich Georg Weitsch e Karl Wilhelm Wach, terminò gli studi nel 1810. Viaggiò in Italia in compagnia di suo fratello dove strinse amicizia con lo scultore danese Bertel Thorvaldsen. Fu membro dell'accademia di San Luca
Nel 1820 sposò Charlotte von Schadow Groschke, figlia del medico di corte Johann Gottlieb di Groschke (1760-1828). I due ebbero due figli:
- Sophie (1823-1892), sposatasi con Richard Hasenclever (1812-1876)
- Johann Gottfried Rudolf, militare prussiano

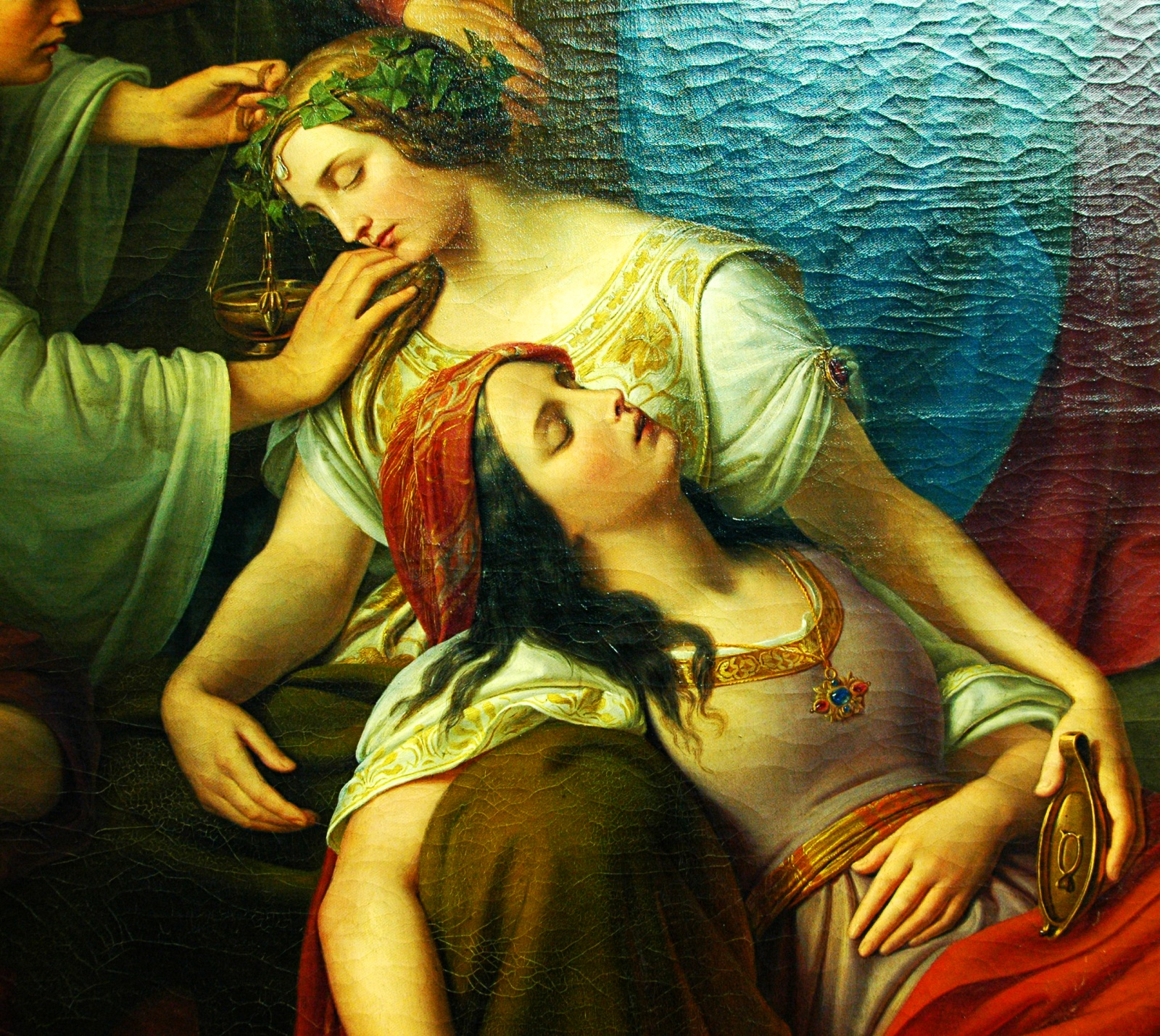
Friedrich Wilhelm Schadow: La parabola del saggio e delle sciocche vergini

Fu docente al Kunstakademie Düsseldorf sostituendo Peter von Cornelius, fra i suoi allievi Eduard Bendemann, Franz Ittenbach, Andreas Müller, Karl Müller, Ernst Deger,  Theodor Hildebrandt, Julius Hübner, Karl Friedrich Lessing e Karl Ferdinand Sohn, con tali artisti venne creata la scuola di pittura di Düsseldorf.

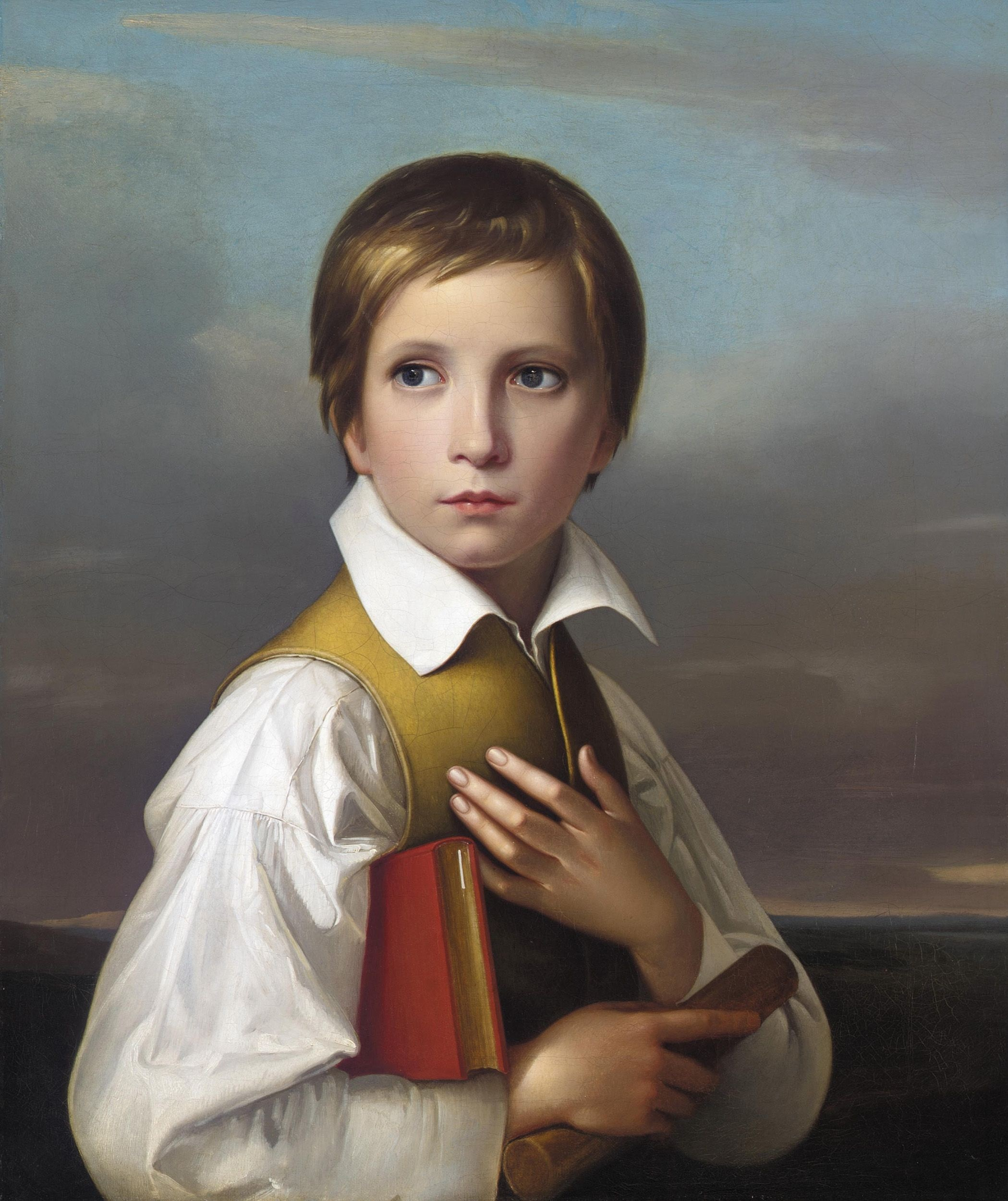
Friedrich Wilhelm Schadow: Ritratto di Felix Schadow (1819-1861)